# Музичний ансамбль

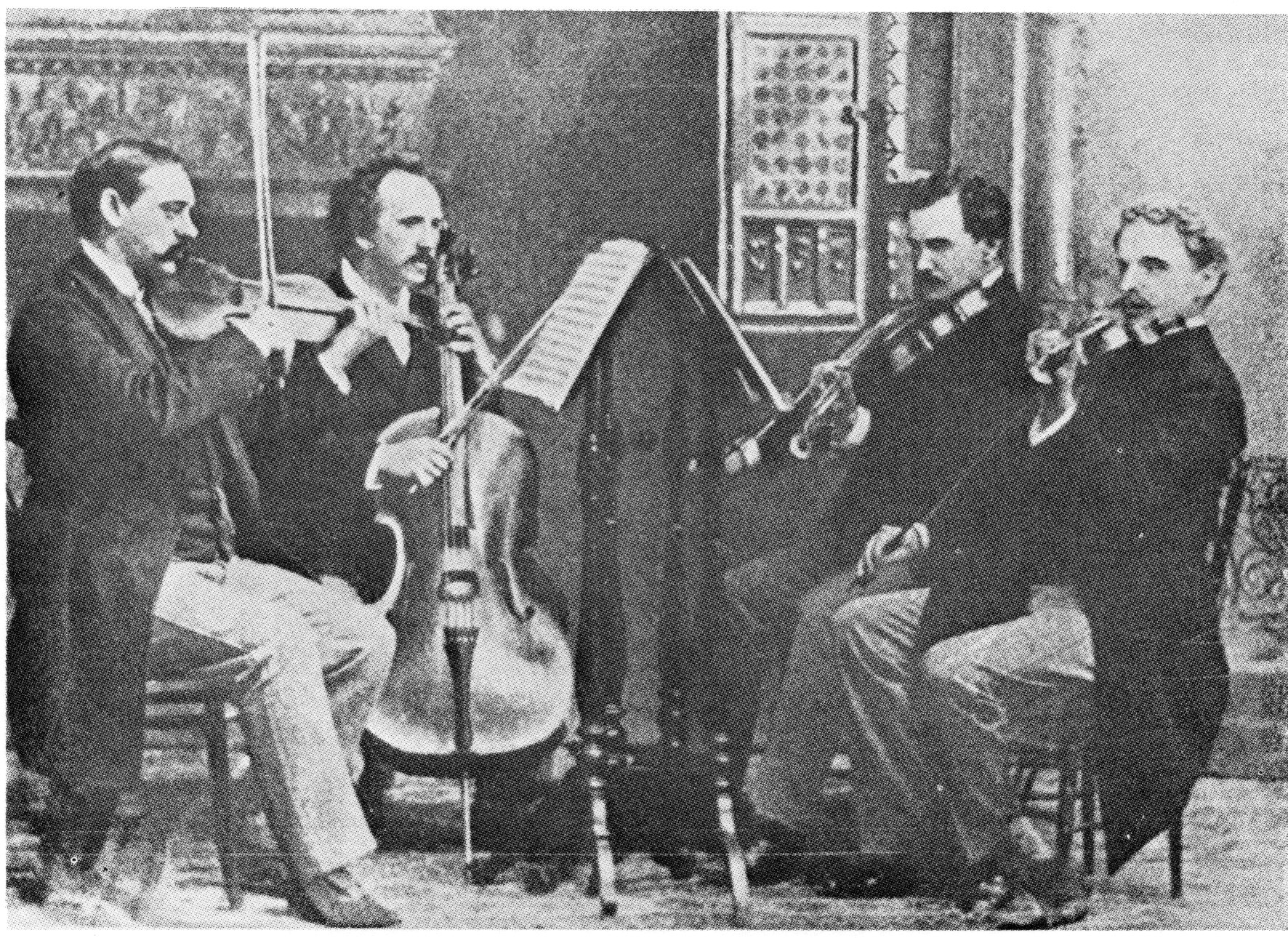
Квартет Кнайзеля

Музичний ансамбль (від фр. ensemble; «Разом, безліч») — спільне виконання музичного твору кількома учасниками і самий музичний твір для невеликого складу виконавців.
Залежно від кількості виконавців (від двох і більше) ансамбль називається дуетом, тріо (терцети), квартетом, квінтетом, секстетом, септетом, октетом, нонетом, деціметом, ундеціметом або дуодеціметом (по латинським назв чисел). Як самостійні твори ансамблі належать до області камерної музики, однак ансамблями називають також і номери за участю кількох солістів у вокально-симфонічній або хоровій музиці, в тому числі в операх, ораторіях, кантатах, тощо.
З області академічної музики назва «ансамбль» поширилася в деякі інші: зокрема в радянській естрадній музиці 1970-х рр. був широко поширений термін ВІА (вокально-інструментальний ансамбль).